# Albert Rivière
Albert Rivière, né le 24 avril 1891 à Le Grand-Bourg (Creuse) et mort le 23 juin 1953  à Boussac (Creuse), est un homme politique français, député socialiste (SFIO) de la Creuse de 1928 à 1942 et plusieurs fois ministre.

## Biographie
Albert Rivière naît dans une famille d'artisans. Il s'installe comme négociant à Boussac. Il est très grièvement blessé durant la Première Guerre mondiale, et à ce titre, fait partie des gueules cassées. Il s'investit rapidement dans la vie publique jusqu'à devenir secrétaire de la Fédération socialiste (SFIO) de la Creuse en 1922, où il succède à Camille Benassy.
Candidat aux élections générales de 1928 dans la circonscription de Boussac, il l'emporte nettement sur le député sortant, le radical et ancien ministre de l'agriculture François Binet.
Il est l'un des artisans de la victoire socialiste en Creuse en 1936 avec l'envoi de trois SFIO, sur quatre sièges à la Chambre (Albert Rivière, Sylvain Blanchet et Camille Riffaterre). Son activité intense au Parlement dans de nombreux domaines contribue au renouvellement de la confiance de ses électeurs en 1932 et 1936, et à sa nomination plusieurs fois au gouvernement, notamment dans le gouvernement du Front populaire.
Le 10 juillet 1940, il vote le projet de loi constitutionnel accordant les pleins pouvoirs au maréchal Pétain. En mai 1946, le jury d'honneur décide que son aide à la Résistance (par exemple lorsqu'il a participé à l'évasion d'André Blumel de la prison d'Évaux-les-Bains et caché Robert Lazurick, résistant et juif) ainsi qu'à des pilotes canadiens dont l'avion avait été abattu par la DCA allemande (acte qui lui a valu de recevoir la Military Cross) ne pouvait pas annuler son vote du 10 juillet et sa participation au dernier gouvernement de la Troisième République (gouvernement Philippe Pétain), aussi est-il déclaré temporairement inéligible ; mais en novembre de la même année, sur la base de nouvelles pièces à conviction concernant son activité en juin-juillet 1940, son inéligibilité est annulée. Il ne reprend pas d'activité politique après la guerre[réf. nécessaire].

## Mandats électifs

### Mandats parlementaires
- 1928-1942 : Député de la Creuse (circonscription de Boussac)

### Mandats locaux
- 1931-1940 : Membre du conseil général de la Creuse (canton de Châtelus-Malvaleix)